# Эфтим III
Папа Эфтим III (тур. Papa Eftim III, в миру Сельджук Эренерол, тур. Selçuk Erenerol; 1926, Стамбул — 20 декабря 2002, Стамбул) — 3-й предстоятель неканонической Турецкой православной церкви (1991—2002). Отец Эфтима IV.

## Биография
Родился в 1926 году в Анкаре в семье Эфтима I. Его старший брат — Эфтим II.
Получил экономическое образование и работал в сфере бизнеса. В 1965 году стал священником.
В мае 1991 года сменил своего старшего брата Эфтима II в качестве предстоятеля Турецкой православной церкви.
Перед своей кончиной, в 2002 году возвёл на престол предстоятеля Турецкой православной церкви своего сына Эфтима IV.
Скончался 20 декабря 2002 года в Стамбуле. Отпевание и погребение почившего совершил священник Константин Костов, примкнувший к Турецкой православной церкви клирик Болгарского патриархата.